# (38344) 1999 RS140
1999 RS140 (asteroide 38344) é um asteroide da cintura principal. Possui uma excentricidade de 0.09574860 e uma inclinação de 3.36493º.
Este asteroide foi descoberto no dia 9 de setembro de 1999 por LINEAR em Socorro.